# Tắc kè Cảnh
Tắc kè Cảnh (danh pháp: Gekko canhi) là loài động vật bò sát thuộc họ Tắc kè. Loài này được một nhóm các nhà khoa học Việt Nam và Đức khám phá ở Hữu Liên (Lạng Sơn) và Sa Pa (Lào Cai), miền Bắc Việt Nam. Công bố phát hiện loài thằn lằn này được đăng trên tạp chí Zootaxa. 
Tên của loài tắc kè Gekko canhi được đặt theo tên của PGS Lê Xuân Cảnh, Viện Sinh thái và Tài nguyên sinh vật, Viện Khoa học và Công nghệ Việt Nam.
Loài tắc kè này có kích thước khoảng 8,5 cm đến 10 cm, có vảy môi trên và môi dưới, lưng và phía trên ống chân có hàng u nhỏ, vảy dưới đuôi phình rộng.... Về đặc điểm hình thái, loài này khá giống với tắc kè Nhật Bản Gekko japonicus, mặc dù có kích cỡ lớn hơn. 